# Virginia Gardner
Virginia Gardner (* 18. dubna 1995 Sacramento, Kalifornie, Spojené státy americké) je americká herečka. Od roku 2017 hraje v seriálu Runaways roli Karoliny Dean.

## Životopis a kariéra
Poprvé se objevila před kamerou v roce 2011 v roli malé Lemon v seriálu Doktorka z Dixie. V roce 2012 si zahrála v seriálu Laboratorní krysy a o rok později v seriálu Glee. Mezi lety 2013 a 2014 hrála roli Lexy Bloom v seriálu Goldbergovi. V roce 2015 si zahrála ve filmu Projekt minulost a seriálu Vražedná práva. V roce 2016 si zahrála ve filmu Tell Me How I Die a Zasvěcení. V únoru roku 2017 bylo potvrzeno, že získala jednu z hlavních rolí v seriálu Runaways.

## Filmografie
| Rok       | Název                                     | Role                     | Poznámky                                |
| --------- | ----------------------------------------- | ------------------------ | --------------------------------------- |
| 2011      | Doktorka z Dixie                          | malá Lemon               | díl: „Vánoční soutěž krásy“             |
| 2012      | Laboratorní krysy                         | Danielle                 | díl: „ Leo jede“                        |
| 2013      | Glee                                      | Katie Fitzgerald/Marissa | díly: „Shooting Star“ a „Feud“          |
| 2013–2014 | Goldbergovi                               | Lexy Bloom               | 5 dílů                                  |
| 2015      | Projekt minulost                          | Christina Raskin         |                                         |
| 2015      | Vražedná práva                            | Molly Barlett            | díl: „Skanks Get Shanked“               |
| 2016      | Zasvěcení                                 | Leah                     |                                         |
| 2016      | Zákon a pořádek: Útvar pro zvláštní oběti | Sally Landry             | díl: „Fashionable Crimes“               |
| 2016      | Closer: Nové případy                      | Brie Miller              | díl: „Zákon rodiny“                     |
| 2016      | Tell Me How I Die                         | Anna Nickels             |                                         |
| 2016      | Tajnosti a lži                            | Rachel                   | díly: „The Truth“ a „The Daughter“      |
| 2016      | Good Kids                                 | Emily                    |                                         |
| 2017      | Runaways                                  | Karolina Dean            | hlavní role                             |
| 2017      | Zoo                                       | Clem-2                   | díly: „No Place Like Home“ a „Diaspora“ |
| 2017      | The Tap                                   | Michelle Cuttriss        | pilotní díl                             |
| 2017      | Liked                                     | Catlin                   |                                         |
| 2018      | Monster Party                             | Iris                     |                                         |
| 2018      | Little Bitches                            | Kelly                    |                                         |